# Witkówka
Witkówka – część wsi Tabaszowa w Polsce położona w województwie małopolskim, w powiecie nowosądeckim, w gminie Łososina Dolna.
Dawny obszar dworski. W latach 1975–1998 miejscowość administracyjnie należała do województwa nowosądeckiego.